# ست جانسون
ست جانسون (به انگلیسی: Seth Johnson) بازیکن فوتبال زادهٔ ۱۲ مارس ۱۹۷۹ اهل انگلستان است که سابقهٔ بازی در تیم ملی فوتبال انگلستان را در کارنامهٔ خود دارد. وی در تاریخ ۱۵ نوامبر ۲۰۰۰ تنها بازی ملی خود را در مقابل تیم ملی فوتبال ایتالیا انجام داد.